# Kelemenpatak
Kelemenpatak (románul Călimănel) falu Romániában Hargita megyében. Közigazgatásilag Maroshévízhez tartozik.

## Fekvése
A falu Maroshévíztől 3 km-re északnyugatra, a Gyergyói-medence északi részén helyezkedik el.